# To Ramona
To Ramona – piosenka skomponowana przez Boba Dylana, nagrana przez niego w czerwcu 1964 r. i wydana na czwartym studyjnym albumie Another Side of Bob Dylan w sierpniu 1964 r.

## Historia i charakter utworu
Piosenka ta ma formę listu do skrzywdzonej kobiety, której los zajmuje Dylana. Jak powiedział w broszurce do albumu Biograph: To był po prostu ktoś, kogo znałem.
Utwór ten należy do całej serii piosenek powstałych w tym czasie, takich jak „Don’t Think Twice, It’s All Right”, „Boots of Spanish Leather”, „I Don’t Believe You” czy „It Ain’t Me Babe”. Wszystkie one traktują o rozstaniu, końcu miłości i problemach w związku między kobietą a mężczyzną. I wszystkie są związane z nowojorską miłością Dylana – Suze Rotolo.
Dylan wykonywał tę piosenkę stosunkowo dosyć często, czasem poddając ją dziwnym aranżacjom, powodującym spore trudności z jej zaśpiewaniem. Dlatego czasami pewne partie z koncertów są częściowo niezrozumiałe.

## Sesje i koncerty Dylana, na których wykonywał ten utwór

### 1964
- 9 czerwca 1964 – sesje do albumu w Columbia Studio A w Nowym Jorku
- 26 czerwca 1964 – występ na Newport Folk Festival
- Kon. września 1964 – koncert w „Town Hall” w Filadelfii w stanie Pensylwania
- 26 października 1964 – koncert w „Symphony Hall” w Bostonie w stanie Massachusetts
- 31 października 1964 – koncert w „Philharmonic Hall” w Nowym Jorku. Koncert ukazał się na albumie The Bootleg Series Vol. 6: Bob Dylan Live 1964, Concert at Philharmonic Hall
- 25 listopada 1964 – koncert w „Civic Auditorium” w San Jose w Kalifornii

### 1965
- 27 marca 1965 – koncert w „Civic Auditorium” w Santa Monica w Kalifornii
- 7 maja 1965 – koncert we „Free Trade Hall” w Manchesterze w Anglii, Wielka Brytania
- 9 maja 1965 – koncert w „Royal Albert Hall” w Londynie w Anglii.

"To Ramona” wykonywana podczas brytyjskiego tournée w Sheffield została wydana na DVD i japońskim albumie poświęconym najlepszym koncertowym wykonaniom różnych utworów przez Dylana Live 1961–2000: Thirty-Nine Years of Great Concert Performances
- 28 sierpnia 1965 – koncert na korcie tenisowym „Forest Hills” w Nowym Jorku
- 3 września 1965 – koncert w „Hollywood Bowl” w Los Angeles w Kalifornii
- 1 października 1965 – koncert Dylana z grupą The Hawks The Band w „Carnegie Hall”
- 25 listopada 1965 – koncert w „Arie Crown Theater” w McCormick Place w Chicago w stanie Illinois

### 1966
Podczas tournée od lutego do maja 1966 r. Dylan wykonał tę piosenkę tylko 2 razy
- 5 lutego 1966 – koncert w „Westchester County Center” w White Plains w Nowym Jorku
- 6 lutego 1966 – koncert w „Syria Mosque” w Pittsburghu w stanie Pensylwania

### 1969
Po raz pierwszy od wypadku w 1966 r. Dylan wykonał To Ramona dopiero
- 31 sierpnia 1969 – koncert w „Woodside Bay” w Near Ryde na wyspie Wight w Anglii; był to jego pierwszy pełny koncert od maja 1966 r. Następny pełny koncert Dylana odbędzie się dopiero w styczniu 1974 r.

### 1974
Tournée po Ameryce 1974 (styczeń i luty) z grupą The Band; piosenka została wykonana tylko raz
- 6 stycznia 1974 – koncert z The Band w „The Spectrum” w Filadelfii w stanie Pensylwania

Dylan nie wykonał tej kompozycji podczas pierwszej i drugiej Rolling Thunder Revue w 1974 i 1975 r.
Ponownie powrócił do wykonywania jej podczas Światowego Tournée 1978 i od tego momentu wykonuje ją co jakiś czas do dziś.

### 1978
Światowe Tournée 1978. Od 20 lutego 1978 do 16 grudnia 1978. Cała światowa tura koncertowa Dylana liczyła 114 koncertów.
Daleki Wschód i Australia (pocz. 20 lutego 1978)
- 20 lutego 1978 – koncert w „Nippon Budokan” w Tokio w Japonii
- 21 lutego 1978 – koncert w „Nippon Budokan” w Tokio w Japonii
- 23 lutego 1978 – koncert w „Nippon Budokan” w Tokio w Japonii
- 25 lutego 1978 – koncert w „Matsushita Denki Taiikukan” w Hirakacie w Japonii
- 26 lutego 1978 – koncert w „Matsushita Denki Taiikukan” w Hirakacie w Japonii
- 28 lutego 1978 – koncert w „Nippon Budokan” w Tokio w Japonii
- 2 marca 1978 – koncert w „Nippon Budokan” w Tokio w Japonii
- 15 marca 1978 – koncert w „Festival Hall” w Brisbane w Queensland w Australii
- 18 marca 1978 – koncert na „Westlake Stadium” w Adelaide w Australii Południowej w Australii
- 20 marca 1978 – koncert w „Myer Music Bowl” w Melbourne w Wiktorii w Australii
- 21 marca 1978 – koncert w „Myer Music Bowl” w Melbourne w Wiktorii w Australii
- 22 marca 1978 – koncert w „Myer Music Bowl” w Melbourne w Wiktorii w Australii
- 25 marca 1978 – koncert w  „Entertainment Center” w Perth w Australii
- 27 marca 1978 – koncert w  „Entertainment Center” w Perth w Australii
- 1 kwietnia 1978 – koncert w „Sportsground” w Sydney w Nowej Południowej Walii w Australii

Los Angeles (pocz. 1 czerwca 1978)
- 1 czerwca 1978 – koncert w „Universal Amphitheater” w Los Angeles w Kalifornii
- 2 czerwca 1978 – koncert w „Universal Amphitheater” w Los Angeles w Kalifornii
- 3 czerwca 1978 – koncert w „Universal Amphitheater” w Los Angeles w Kalifornii
- 6 czerwca 1978 – koncert w „Universal Amphitheater” w Los Angeles w Kalifornii

Europejskie tournée (pocz. 15 czerwca 1978)
- 8 lipca 1978 – koncert w „Pavillon de Paris” w Paryżu we Francji
- 12 lipca 1978 – koncert w „Scandinavium” w Göteborg w Szwecji
- 15 lipca 1978 – koncert w „Blackbushe Aerodrome” w Camberley w Anglii

Jesienne tournée po USA (pocz. 15 września 1978)
- 7 października 1978 – koncert w „Civic Center” w Providence w stanie Rhode Island
- 9 października 1978 – koncert w „Memorial Auditorium” w Buffalo w stanie Nowy Jork
- 12 października 1978 – koncert w „Maple Leaf Gardens” w Toronto w prow. Ontario w Kanadzie
- 13 października 1978 – koncert w „The Olympia” w Detroit w stanie Michigan
- 14 października 1978 – koncert w „Hulman Civic University Center” w Terre Haute w stanie Indiana
- 17 października 1978 – koncert na „Chicago Stadium” w Chicago w stanie Illinois
- 18 października 1978 – koncert na „Chicago Stadium” w Chicago w stanie Illinois
- 22 października 1978 – koncert na „University of Dayton” w stanie Ohio
- 25 października 1978 – koncert w „Market Square Arena” w Indianapolis w stanie Indiana
- 28 października 1978 – koncert w „S.I.U. Arena” na Southestern Illinois University w Carbondale
- 31 października 1978 – koncert w „Civic Center” w Saint Paul w stanie Minnesota
- 1 listopada 1978 – koncert w „Dane County Memorial Coliseum” w Madison w stanie Wisconsin
- 3 listopada 1978 – koncert na „Kemper Arena” w Kansas City w stanie Missouri
- 4 listopada 1978 – koncert w „Civic Auditorium” w Omaha w stanie Nebraska
- 10 listopada 1978 – koncert w „HEC Edmondson Pavilion” w Seattle w stanie Waszyngton
- 13 listopada 1978 – koncert w „Alameda County Coliseum” w Oakland w Kalifornii
- 15 listopada 1978 – koncert w „Alameda County Coliseum” w Oakland w Kalifornii
- 18 listopada 1978 – koncert w „A.S.U. Activities Center” w Tempe w stanie Arizona
- 19 listopada 1978 – koncert w „McKale Memorial Center” na University of Arizona w Tucson w Arizonie
- 21 listopada 1978 – koncert na „Special Events Arena” w El Paso w Teksasie
- 23 listopada 1978 – koncert w „Lloyd Noble Center” w Norman w stanie Oklahoma
- 24 listopada 1978 – koncert w „Tarrant County Convention Center Arena” w Fort Worth w Teksasie
- 25 listopada 1978 – koncert w „Special Event Center” na University of Texas w Austin w Teksasie
- 26 listopada 1978 – koncert w „The Summit” w Houston w Teksasie
- 28 listopada 1978 – koncert w „The Coliseum” w Jackson w stanie Missisipi
- 29 listopada 1978 – koncert w „L.S.U. Assembly Center” w Baton Rouge w stanie Luizjana
- 1 grudnia 1978 – koncert w „Mid-South Coliseum” w Memphis w stanie Tennessee
- 2 grudnia 1978 – koncert w „Municipal Auditorium” w Nashville w Tennessee
- 3 grudnia 1978 – koncert w „Jefferson Civic Center” w Birmingham w stanie Alabama
- 5 grudnia 1978 – koncert w „"Municipal Auditorium” w Mobile w stanie Alabama
- 7 grudnia 1978 – koncert w „Greensboro Coliseum” w Greensboro w stanie Karolina Północna
- 8 grudnia 1978 – koncert w „Civic Center Arena” w Savannah w stanie Georgia
- 9 grudnia 1978 – koncert w „Carolina Coliseum” w Columbii w stanie Karolina Południowa
- 10 grudnia 1978 – koncert w „Charlotte Coliseum” w Charlotte w stanie Karolina Północna
- 12 grudnia 1978 – koncert w „The Omni” w Atlancie w stanie Georgia
- 13 grudnia 1978 – koncert w „The Coliseum” w Jacksonville na Florydzie
- 15 grudnia 1978 – koncert w „Civic Center” w  Lakeland na Florydzie
- 16 grudnia 1978 – koncert w „Hollywood Sportatorium” w Hollywood na Florydzie

### 1980
A Musical Retrospective Tour (pocz. 9 listopada 1980)
- 10 listopada 1980 – koncert w „Fox Warfield Theater” w San Francisco w Kalifornii, USA
- 13 listopada 1980 – koncert w „Fox Warfield Theater” w San Francisco w stanie Kalifornia, USA
- 16 listopada 1980 – koncert w „Fox Warfield Theater” w San Francisco w stanie Kalifornia, USA
- 17 listopada 1980 – koncert w „Fox Warfield Theater” w San Francisco w stanie Kalifornia, USA
- 18 listopada 1980 – koncert w „Fox Warfield Theater” w San Francisco w stanie Kalifornia, USA
- 29 listopada 1980 – koncert w „Paramount Northwest Theatre” w Seattle w stanie Waszyngton, USA
- 3 grudnia 1980 – koncert w „Paramount Theatre” w Portlandzie w stanie Oregon, USA
- 4 grudnia 1980 – koncert w „Paramount Theatre” w Portlandzie w stanie Oregon, USA

### 1984
Europejskie tournée 1984 (pocz. 28 maja 1984)
- 2 czerwca 1984 – koncert na „St. Jacob Stadion” w Bazylei w Szwajcarii
- 8 lipca 1984 – koncert w „Slane Castle” w Slane w Irlandii

### 1986
Tournée Prawdziwe wyznania (pocz. 5 lutego 1986;
1. Antypody: Nowa Zelandia, Australia, Japonia (pocz. 5 lutego 1986)
- 20 lutego 1986 – koncert na „Kooyon Stadium” w Melbourne w Wiktorii w Australii
- 22 lutego 1986 – koncert na „Kooyon Stadium” w Melbourne w Victorii w Australii
- 25 lutego 1986 – koncert w „Entertainment Center” w Sydney w Nowej Południowej Walii w Australii
- 1 marca 1986 – koncert w „Lang Park” w Brisbane w Queensland w Australii
- 5 marca 1986 – koncert w „Nippon Budokan Hall” w Tokio w Japonii
- 8 marca 1986 – koncert w „Gymnasium” w Nagoi w Japonii

2. Letnie tournée po USA (pocz. 9 czerwca 1986)
- 9 czerwca 1986 – koncert w „Sand Diego Sports Arena” w San Diego w Kalifornii, USA
- 11 czerwca 1986 – koncert w „Lawlor Events Center” w Reno w stanie Nevada, USA
- 12 czerwca 1986 – koncert w „Calexpo Amphitheatre” w Sacramento w Kalifornii, USA
- 13 czerwca 1986 – koncert w „Greek Theatre” na University of California w Berkeley w Kalifornii, USA
- 16 czerwca 1986 – koncert w „Pacific Amphitheater” w Costa Mesa w Kalifornii, USA
- 18 czerwca 1986 – koncert w „Veterans Memorial Coliseum” w Phoenix w stanie Arizona w USA
- 20 czerwca 1986 – koncert w „Southern Star Amphitheater” w Houston w Teksasie w USA
- 21 czerwca 1986 – koncert w „Irwin Center” w Austin w Teksasie, USA
- 22 czerwca 1986 – koncert w „Reunion Arena” w Dallas w Teksasie, USA
- 24 czerwca 1986 – koncert w „Market Square Arena” w Indianapolis w stanie Indiana w USA
- 26 czerwca 1986 – koncert w „Hubert H. Humphrey Metrodome” w Minneapolis w stanie Minnesota w USA
- 27 czerwca 1986 – koncert w „Alpine Valley Amphitheater” w East Troy w stanie Wisconsin w USA
- 29 czerwca 1986 – koncert w „Poplar Creek Music Theater” w Hoffman Estates, Chicago, w stanie Illinois w USA
- 30 czerwca 1986 – koncert w „Pine Knob Music Theatre” w Clarkston w stanie Michigan w USA
- 1 lipca 1986 – koncert w „Pine Knob Music Theatre” w Clarkston w stanie Michigan w USA
- 2 lipca 1986 – koncert w „Rubber Bowl” w Akron w stanie Ohio w USA
- 4 lipca 1986 – koncert na „Rich Stadium” w Buffalo w stanie Nowy Jork w USA
- 6 lipca 1986 – koncert na „RFK Stadium” w Waszyngtonie w Dystrykcie Columbii w USA
- 7 lipca 1986 – koncert na „RFK Stadium”  w Waszyngtonie w Dystrykcie Columbii w USA
- 8 lipca 1986 – koncert w „Great Woods Performing Arts Center” w Mansfield w stanie Massachusetts w USA
- 13 lipca 1986 – koncert w „Saratoga Performing Arts Center” w Saratoga Springs w stanie Nowy Jork
- 16 lipca 1986 – koncert w „Madison Suqare Garden” w Nowym Jorku w stanie Nowy Jork, USA
- 20 lipca 1986 – koncert w „The Spectrum” w Filadelfii w stanie Pensylwania w USA
- 24 lipca 1986 – koncert w „Sandstone Amphitheater” w Bonner Springs w stanie Kansas w USA
- 26 lipca 1986 – koncert w „Red Rocks Amphitheatre” w Morrison w stanie Kolorado w USA
- 29 lipca 1986 – koncert na „Civic Stadium” w Portlandzie w stanie Oregon w USA
- 1 sierpnia 1986 – koncert w „The B.C. Place” w prow. Kolumbia Brytyjska w Kanadzie
- 3 sierpnia 1986 – koncert w „The Forum” w Inglewood w Kalifornii, USA

### 1987
Tournée Świątynie w płomieniach (pocz. 5 września 1987)
- 16 października 1987 – koncert na „Wembley Arena” w Londynie w Anglii

### 1988
Nigdy nie kończące się tournée (pocz. 7 czerwca 1988). Wszystkie koncerty Dylana od tego momentu są częścią „Nigdy niekończącego się tournée”.
 ; Interstate 88 I
Część pierwsza: Letnie tournée po Kanadzie i USA
- 3 lipca 1988 – koncert w „Old Orchard Beach Ballpark” w Portland w stanie Maine w USA
- 6 lipca 1988 – koncert w „Frederick Mann Music Center” w Filadelfii w stanie Pensylwania w USA
- 11 lipca 1988 – koncert w „Copps Coliseum”, Hamilton, prow. Ontario, Kanada
- 14 lipca 1988 – koncert w „Poplar Creek Music Theater” w Hoffman Estates w Chicago w stanie Illinois w USA
- 18 lipca 1988 – koncert w „Meadowbrook Music Theatre”, Oakland University, Rochester Hills, Michigan
- 28 lipca 1988 – koncert w „Starplex Amphitheatre” w Dallas w Teksasie w USA
- 31 lipca 1988 – koncert w „Pacific Amphitheatre” w Costa Mesa w Kalifornii

 ; Interstate 88 II
Część druga: Letnie tournée po Północnej Ameryce (pocz. 18 sierpnia 1988)
- 18 sierpnia 1988 – koncert w „Portland Civic Auditorium”, Portland, Oregon
- 24 sierpnia 1988 – koncert w „Northlands Coliseum”, Edmonton, Alberta, Kanada
- 26 sierpnia 1988 – koncert w „Winnipeg Arena”, Winnipeg, Manitoba, Kanada
- 31 sierpnia 1988 – koncert w „New York State Fairground Grandstand”, Syracuse, st. Nowy Jork, USA
- 4 września 1988 – koncert w „Lake Compounce Festival Park” w Bristolu w stanie Connecticut w USA
- 10 września 1988 – koncert w „Waterloo Village”, Stanhope, New Jersey, USA
- 11 września 1988 – koncert w „Patriot Center”, George Mason University, Fairfax, Virginia, USA
- 13 września 1988 – koncert w „Civic Arena”, Pittsburgh, Virginia, USA
- 16 września 1988 – koncert w „Carolina Coliseum”, University of South Carolina, Columbia, Karolina Południowa, USA
- 17 września 1988 – koncert w „New Charlotte Coliseum”, Charlotte, Karolina Północna, USA.
- 18 września 1988 – koncert w „Thompson-Boling Assembly Center and Arena”, University of Tennessee, Knoxville, Tennessee, USA
- 19 września 1988 – koncert w „University Hall”, Charlottesville, Virginia, USA.
- 23 września 1988 – koncert w „Miami Arena”, Miami, Floryda, USA

 ; Interstate 88 III
Część trzecia: Jesienne tournée po Wschodnim Wybrzeżu (pocz. 13 października 1988)
- 18 października 1988 – koncert w „Radio City Music Hall”, Nowy Jork, Nowy Jork, USA

### 1989
Część czwarta: Letnie europejskie tournée 1989 (pocz. 27 maja 1989)
- 30 maja 1989 – koncert w „Jaahalli”, Helsinki, Finlandia
- 4 czerwca 1989 – koncert w „Simmonscourt, R.D.S.”, Dublin, Irlandia
- 10 czerwca 1989 – koncert w „Statenhal”, Haga, Holandia
- 17 czerwca 1989 – koncert w „Velordomo de Anoeta”, San Sebastián, Hiszpania
- 19 czerwca 1989 – koncert w „Palatrussadi di Milano”, Mediolan, Włochy
- 26 czerwca 1989 – koncert w „Patras Festival”, Ethniko Stadio, Patras, Grecja

Część piąta: Letnie tournée po Ameryce Północnej (pocz. 1 lipca 1989)
- 3 lipca 1989 – koncert w „Marcus Amphitheater”  w Milwaukee w stanie Wisconsin, USA
- 16 lipca 1989 – koncert w „Lake Compounce Festival Park”, Bristol, Connecticut
- 23 lipca 1989 – koncert w „Jones Beach Theater” w Jones Beach State Park, w Wantagh w stanie Nowy Jork
- 6 sierpnia 1989 – koncert w „Cooper Stadium”, Columbus, Ohio, USA
- 8 sierpnia 1989 – koncert w „Savage Hall”, Toledo, Ohio, USA
- 20 sierpnia 1989 – koncert w „Starwood Amphitheatre”, Nashville, Tennessee, USA
- 31 sierpnia 1989 – koncert w „Fiddler’s Green”, Englewood, Kolorado, USA
- 10 września 1989 – koncert w „Greek Theatre”, Hollywood, Los Angeles, Kalifornia, USA

Część szósta: Jesienne tournée po USA (pocz. 10 października 1989)
- 16 października 1989 – koncert w „The Tower Theatre”, Upper Darby, Pensylwania, USA
- 27 października 1989 – koncert w „Houston Fieldhouse”, Renselleaer Polytechnic Institute, Troy, Nowy Jork, USA

### 1990
Część 7 „Nigdy nie kończącego się tournée”: Fastbreak Tour (pocz. 12 stycznia 1990
- 8 lutego 1990 – koncert w „Hammersmith Odeon” w Londynie, Anglia, Wielka Brytania

Część 8: Wiosenne tournée po Północnej Ameryce (pocz. 29 maja 1990)
- 29 maja 1990 – koncert w „Sporting Auditorium” na Uniwersytecie Montrealskim, Montreal, prow. Quebec, Kanada

Część 11: Jesienne tournée po USA (pocz. 11 października 1990)
- 22 października 1990 – koncert w „Syria Mosque” w Pittsburghu, Pensylwania, USA
- 13 listopada 1990 – koncert w „University of Dayton Arena” w Dayton, Ohio, USA
- 18 listopada 1990 – koncert w „The Fox Theater” w Detroit w stanie Michigan, USA

### 1991
Część 12: Drugie Fastbreak Tour (pocz. 29 stycznia 1991)
- 13 lutego 1991 – koncert w „Hammersmith Odeon” w Londynie w Anglii, Wielka Brytania

Część 13: Wiosenne tournée po USA (pocz. 19 kwietnia 1991)
- 8 maja 1991 – koncert w „Palace Theater” w Albany, Nowy Jork, USA

### 1992
- Część 20: Tournée Europejski letni festiwal (pocz. 26 czerwca 1992)
- 7 lipca 1992 – koncert w „Hippodromo di Maia” w Merano, Włochy
- 10 lipca 1992 – koncert na „Leysin Rock Festival”, Centre des Sports Leysin w Leysin, Szwajcaria
- 12 lipca 1992 – koncert w „Pinede de Juan-les-Pins” w Pinede-les-Pins we Francji

Część 21: Późnoletnie tournée po Ameryce Północnej (pocz. 17 sierpnia 1992)
- 18 sierpnia 1992 – koncert w „Massey Hall” w Toronto, Ontario, Kanada
- 30 sierpnia 1992 – koncert w „Orpheum Theater” w Minneapolis, Minnesota, USA

### 1993
Część 26: Jesienne tournée po USA z Santaną (pocz. 20 sierpnia 1993)
- 12 września 1993 – koncert w „Great Woods Performing Arts Center”, Mansfield, Massachusetts, USA
- 14 września 1993 – koncert w „Garden State Arts Center”, Holmdel, New Jersey, USA
- 17 września 1993 – koncert w „Blockbuster Pavilion”, Charlotte, Karolina Północna, USA
- 9 października 1993 – koncert w „Shoreline Amphitheatre”, Mountain View, Kalifornia, USA

### 1994
Część 28: Dalekowschodnie tournée (pocz. 5 lutego 1994)
- 11 lutego 1994 – koncert w „Century Hall”, Nagoya, Japonia

Część 29: Wiosenne tournée po USA (pocz. 5 kwietnia 1994)
- 10 kwietnia 1994 – koncert w „Fox Theater”, St. Louis, Missouri, USA
- 17 kwietnia 1994 – koncert w „Riviera Theatre”, Chicago, Illinois, USA
- 24 kwietnia 1994 – koncert w „Mayo Civic Center”, Rochester, Minnesota, USA

Część 31: Letnie tournée po USA (pocz. 10 sierpnia 1994)
- 20 sierpnia 1994 – koncert na „Nautica Stage”, Cleveland, Ohio, USA

Część 32: Jesienne tournée po USA (pocz. 1 października 1994)
- 23 października 1994 – koncert w „Landmark Theater”, Syracuse, Nowy Jork, USA

### 1995
Część 33: Europejskie wiosenne tournée (pocz. 11 marca 1995)
- 2 kwietnia 1995 – koncert w „Aston Villa Leisure Center” w Birmingham w Anglii w Wielkiej Brytanii

Część 34: Wiosenne tournée po USA (pocz. 10 maja 1995)
- 25 maja 1995 – koncert w „Berkeley Community Theatre”, Berkeley, Kalifornia, USA
- 27 maja 1995 – koncert w „Laguna Seca Daze”, Monterey, Kalifornia, USA
- 30 maja 1995 – koncert w „Hult Center”, Eugene, Oregon, USA
- 7 czerwca 1995 – koncert w „Riverfront Park”, Spokane, Washington, USA
- 19 czerwca 1995 – koncert na „Giants Stadium”, East Rutherford, New Jersey, USA

Część 35: Letnie europejskie tournée (pocz. 29 czerwca 1995)
- 8 lipca 1995 – koncert w „Terminal 1”, Monachium, Niemcy
- 20 lipca 1995 – koncert w „Puerto Deportivo da Cartagena”, Cartagena, Hiszpania

Część 36: Klasyczne jesienne tournée (pocz. 23 września 1995)
- 6 października 1995 – koncert w „Riverview Music Arena”, Jacksonville, Floryda, USA
- 25 października 1995 – koncert w „Coronado Theater”, Rockford, Illinois, USA
- 3 listopada 1995 – koncert w „Majestic Theater”, San Antonio, Teksas, USA
- 5 listopada 1995 – koncert w „Austin Music Hall”, Austin, Teksas, USA
- 11 listopada 1995 – koncert w „The Joint”, Hard Rock Hotel, Las Vegas, Nevada, USA

Część 37: Tournée Raj utracony (pocz. 7 grudnia 1995)
- 9 grudnia 1995 – koncert w „The Orpheum Theatre”, Boston, Massachusetts, USA

### 1996
'Część 38: Wiosenne tournée po USA i Kanadzie; (pocz. 13 kwietnia 1996)
- 14 kwietnia 1996 – koncert w „Palace Theater”, New Haven, Connecticut, USA
- 1 maja 1996 – koncert w „Mid-Hudson Civic Center”, Poughkeepsie, Nowy Jork, USA
- 12 maja 1996 – koncert w „Alumni Hall”, University of Western Ontario, London, Ontario, Kanada
- 17 maja 1996 – koncert w „Nautica Stage”, Cleveland, Ohio, USA

Część 39: Letnie europejskie tournée (pocz. 15 czerwca 1996)
- 27 czerwca 1996 – koncert w „Empire”, Liverpool, Anglia, Wielka Brytania
- 2 lipca 1996 – koncert w „Mozartsaal im Rosengarten”, Mannheim, Niemcy
- 7 lipca 1996 – koncert na „Piazza Duomo”, Pistoia, Włochy. W ramach Pistoia Blues Festival

Część 40: Amerykańskie jesienne tournée (pocz. 17 października 1996)
- 20 października 1996 – koncert w „Mesa Amphitheater”. Mesa, Arizona, USA
- 4 listopada 1996 – koncert w „Memorial Auditorium Theater”. Spartanburg, Karolina Południowa, USA
- 12 listopada 1996 – koncert w „Five Flags Center Arena”. Dubuque, Iowa, USA

### 1997
Część 41: Japońskie tournée (pocz. 9 lutego 1997)
- 17 lutego 1997 – koncert w „Festival Hall”. Osaka, Japonia

Część 42: Wiosenne tournée po USA i Kanadzie (pocz. 31 marca 1997)
- 10 kwietnia 1997 – koncert w „Sullivan Gym”, University of Southern Maine. Portland, Maine, USA
- 3 maja 1997 – koncert w „The Plaza”, Von Braun Civic Center. Huntsville, Alabama, USA

Część 43: Letnie tournée po USA i Kanadzie (pocz. 3 sierpnia 1997)
- 13 sierpnia 1997 – koncert w „Star Pavilion”. Hershey, Pensylwania, USA

Część 45: Jesienne tournée po USA (pocz. 24 października 1997)
- 7 listopada 1997 – koncert w „Veterans Memorial Auditorium”. Columbus, Ohio, USA

Część 46: Zimowe klubowe tournée po USA (pocz. 1 grudnia 1997)
- 8 grudnia 1997 – koncert na „Irving Plaza”. Nowy Jork, Nowy Jork, USA
- 14 grudnia 1997 – koncert w „Metro”. Chicago, Illinois, USA

### 1998
Część 50: Letnie europejskie tournée (pocz. 30 maja 1998)
- 11 czerwca 1998 – koncert w „Forum”. Kopenhaga, Dania
- 16 czerwca 1998 – koncert w „Grugahalle”. Essen, Niemcy
- 20 czerwca 1998 – koncert w „Newcastle Arena”. Newcastle, Anglia, Wielka Brytania
- 25 czerwca 1998 – koncert w „NUNEX Arena”. Manchester, Anglia, Wielka Brytania

Część 51: Tournée po Australii i Nowej Zelandii (pocz. 19 sierpnia 1998)
- 8 września 1998 – koncert w „North Shore Event Centre”, Glenfield, w Auckland w Nowej Zelandii

### 1999
Część 55: Wiosenne tournée po Europie (pocz. 7 kwietnia 1999)
- 17 kwietnia 1999 – koncert w „La Malagueta” w Maladze w Hiszpanii

Część 56: Letnie tournée po USA z Paulem Simonem (pocz. 5 czerwca 1999)
- 28 lipca 1999 – koncert w „PNC Banks Art Center”. Holmdel, New Jersey, USA

Część 57: Jesienne tournèe z Paulem Simonem po USA (pocz. 2 września 1999)
- 5 września 1999 – koncert w „Blockbuster Pavilion”. Charlotte, Karolina Północna, USA
- 12 września 1999 – koncert w „The Cajundome”, The University of Southwestern Louisiana. Lafayette, Luizjana, USA

Część 58: Jesienne tournée z Philem Leshem i Przyjaciółmi po USA (pocz. 26 października 1999)
- 26 października 1999 – koncert w „Park West” w Chicago w stanie Illinois, USA
- 6 listopada 1999 – koncert w „Bryce Jordan Center” na Penn State University w State College w stanie Pensylwania, USA
- 14 listopada 1999 – koncert w „Centrum Arena”. Worcester, Massachusetts, USA

## Dyskografia i wideografia
Dyski
- Biograph (1985)
- Live 1961–2000: Thirty-Nine Years of Great Concert Performances (2001)
- The Bootleg Series Vol. 6: Bob Dylan Live 1964, Concert at Philharmonic Hall (2004)

Film
- Dont Look Back. 65 Tour Deluxe Edition

## Wersje innych wykonawców
- Noel Harrison – Noel Harrison (1966)
- Alan Price – Price on His Head (1967); Profile (1980); Anthology (1997)
- Flying Burrito Brothers – Flying Burrito Brothers (1971)
- Lee Hazlewood – 20th Century Lee (1976)
- Texas Tornados – Hangin' On By a Thread (1992)
- Sinéad Lohan na albumie różnych wykonawców Loving Time (1997)
- Rich Lerner & The Groove – Cover Down (2000)
- Flying Burrito Brothers na albumie różnych wykonawców Doin' Dylan 2 (2002)